# Caritas in veritate
Caritas in veritate (hrvatski: Ljubav u istini) je treća i posljednja enciklika pape Benedikta XVI., njegova prva socijalna enciklika. Objavljena je 7. srpnja 2009. na talijanskom, engleskom, francuskom, njemačkom, poljskom, portugalskom i španjolskom jeziku.

## Sadržaj
Enciklika se bavi problemima globalnog razvoja i napretka u odnosu na opće dobro, tvrdeći da su ljubav i istina bitni elementi učinkovitoga odgovora na te probleme. Enciklika je namijenjena svim slojevima globalnoga društva - postoje određene točke napisane za političke vođe, poslovne lidere, vjerske vođe, financijere i humanitarne agencije, ali enciklika kao cjelina je upućena svim ljudima dobre volje.
Caritas in veritate sadrži detaljna razmišljana o ekonomskim i socijalnim pitanjima. Papa ističe da Crkva ne nudi konkretna tehnička rješenja, radije moralne principe koji će pomoći u izgradnji takvih rješenja. Tu je naglasak na potrebu za djelovanje svih ekonomskih aktera kako bi se u isto vrijeme postupalo etično a i ostvario profit, koji je bitan ekonomski čimbenik. Ostala područja o kojima se raspravlja su: glad, okoliš, migracije, seksualni turizam, bioetika, kulturni relativizam, društvena solidarnost, energija i pitanja stanovništva.

## Vanjske poveznice
Mrežna mjesta
- Darko Grden, Vatikan: objavljena socijalna enciklika »Ljubav u istini« pape Benedikta XVI.  Arhivirana inačica izvorne stranice od 20. kolovoza 2021. (Wayback Machine), Glas Koncila 29/2009.
- Benjamin Horvat, Predstavljena nova Papina enciklika  Arhivirana inačica izvorne stranice od 20. kolovoza 2021. (Wayback Machine), Veritas 9/2009.
- Caritas in veritate, tekst enciklike na raznim jezicima na službenim vatikanskim stranicama
- Enciklike  Arhivirana inačica izvorne stranice od 20. kolovoza 2021. (Wayback Machine), www.papa.hr